# Grasjager
De grasjager (Leptogaster cylindrica) (Syn. Asilus cylindrica) is een vliegensoort uit de familie van de roofvliegen (Asilidae). De wetenschappelijke naam van de soort is voor het eerst geldig gepubliceerd in 1776 door Charles De Geer.

## Uiterlijk
Net als de andere soorten uit het genus Leptogaster heeft de grasjager een zeer langgerekt, bestoven achterlijf dat onder de vleugels uitsteekt en opvallend lange achterpoten. Het achterlijf heeft een donkere lengtestreep. De soort kan 15mm lang worden. De steeksnuit is zwart en de schenen van de achterpoten hebben een donkere top. Op de achterdijen heeft de grasjager een donker streepje. Hierdoor is het onderscheid te maken met de twee andere grasjagers die in Nederland voorkomen. Bij de schraalgrasjager Leptogaster guttiventris is een duidelijke donkere ring om de achterdij zichtbaar en bij de kleinere Zuidelijke grasjager Leptogaster subtilis is de steeksnuit geel. Bij de andere Nederlandse grasjagers ontbreekt ook de donkere lengtestreep op het achterlijf. 

## Leefwijze
De grasjager kan van mei tot augustus gevonden worden in graslanden, in bossen en langs bosranden op droge en vochtige bodem. 
Bij voorkeur jagen ze vanaf grassprieten maar er worden ook prooien in de lucht gegrepen.

## Leefgebied
De soort komt in heel Europa voor en is in Nederland en België vrij algemeen.